# 30 ديسمبر
- السبت
- الأحد
- الاثنين
- الثلاثاء
- الأربعاء
- الخميس
- الجمعة

- 298 جمادى الآخرة 1447  هـ
- 309 جمادى الآخرة 1447  هـ
- 110 جمادى الآخرة 1447  هـ
- 211 جمادى الآخرة 1447  هـ
- 312 جمادى الآخرة 1447  هـ
- 413 جمادى الآخرة 1447  هـ
- 514 جمادى الآخرة 1447  هـ
- 615 جمادى الآخرة 1447  هـ
- 716 جمادى الآخرة 1447  هـ
- 817 جمادى الآخرة 1447  هـ
- 918 جمادى الآخرة 1447  هـ
- 1019 جمادى الآخرة 1447  هـ
- 1120 جمادى الآخرة 1447  هـ
- 1221 جمادى الآخرة 1447  هـ
- 1322 جمادى الآخرة 1447  هـ
- 1423 جمادى الآخرة 1447  هـ
- 1524 جمادى الآخرة 1447  هـ
- 1625 جمادى الآخرة 1447  هـ
- 1726 جمادى الآخرة 1447  هـ
- 1827 جمادى الآخرة 1447  هـ
- 1928 جمادى الآخرة 1447  هـ
- 2029 جمادى الآخرة 1447  هـ
- 211 رجب 1447  هـ
- 222 رجب 1447  هـ
- 233 رجب 1447  هـ
- 244 رجب 1447  هـ
- 255 رجب 1447  هـ
- 266 رجب 1447  هـ
- 277 رجب 1447  هـ
- 288 رجب 1447  هـ
- 299 رجب 1447  هـ
- 3010 رجب 1447  هـ
- 3111 رجب 1447  هـ
- 112 رجب 1447  هـ
- 213 رجب 1447  هـ

30 ديسمبر أو 30 كانون الأوَّل أو يوم 30 \ 12 (اليوم الثلاثون من الشهر الثاني عشر) هو اليوم الرابع والستون بعد الثلاثمائة (364) من السنة، أو الخامس والستون بعد الثلاثمائة (365) في السنوات الكبيسة، وفقًا للتقويم الميلادي الغربي (الغريغوري). يبقى بعده يوم على انتهاء السنة.

## أحداث
- 1066 - مسلمو غرناطة يهاجمون القصر الملكي ويصلبون الوزير اليهودي يوسف بن نغريلا وقتل معظم السكان اليهود في المدينة بما سمي مجزرة غرناطة.
- 1460 - وقوع «معركة ويكفيلد» وذلك أثناء حرب الوردتين.
- 1862 - السفينة الأمريكية «مونيتور» والتي تمثل أحد الابتكارات الحديثة في مجال المعارك البحرية تغرق إثر هبوب عاصفة قوية.
- 1880 - فرنسا تضم تاهيتي إلى أراضيها.
- 1922 - ميلاد اتحاد الجمهوريات الاشتراكية السوفياتية.
- 1944 - المجلس النيابي السوري يصدر قانوناً يقضي بإلغاء الاستقلال المالي والإداري الذي تتمتع به محافظة جبل الدروز وربطها نهائياً بالحكومة السورية. تم تغيير اسم المحافظة لاحقاً إلى محافظة السويداء.
- 1947 - إعلان الجمهورية الشعبية في رومانيا.
- 1959 - استقالة الوزراء البعثيين من الحكومة المركزية للجمهورية العربية المتحدة والمجلس التنفيذي للإقليم الشمالي، وذلك بعد تصاعد الخلافات بين البعث وعبد الحكيم عامر.
- 1961 - إجراء انتخابات المجلس التأسيسي في الكويت وذلك بهدف وضع دستور للبلد.
- 1965 - انتخاب فرديناند ماركوس رئيسًا على الفلبين.
- 1972 - الولايات المتحدة توقف قصفها المكثف على شمال فيتنام وذلك أثناء حرب فيتنام.
- 1985 - الرئيس السوري حافظ الأسد يجتمع مع ملك الأردن الحسين بن طلال في دمشق بعد قطيعة دامت ست سنوات.
- 1993 -
  - إقامة علاقات دبلوماسية بين إسرائيل والفاتيكان.
  - اجتماع الفصائل الفلسطينية المعارضة لمنظمة التحرير في دمشق، وإعلانها رفض اتفاقية أوسلو التي توصل إليها ياسر عرفات مع إسرائيل.
- 1997 - سقوط 400 مدني قتلى من 4 قرى في أسوأ أحداث العنف في الجزائر.
- 2005 - نائب الرئيس السوري الأسبق عبد الحليم خدام، يعلن انشقاقه عن النظام السوري في مقابلة تلفزيونية مع قناة العربية من باريس.
- 2006 -
  - تنفيذ حكم الإعدام بالرئيس العراقي السابق صدام حسين.
  - تفجيرات إرهابية في مطار بارخوس الدولي في مدريد.
- 2010 - محكمة إسرائيلية تدين الرئيس الأسبق موشيه كتساف بتهم اغتصاب وتحرش بموظفات سابقات عملن معه.
- 2013 - تفجيران انتحاريان يوديان بحياة أكثر من 30 شخصًا في مدينة فولغوغراد الروسية.
- 2014 - السُلطات الإندونيسيَّة تُعلن اكتشافها حُطام طائرة رحلة طيران آسيا رقم 8501 وعددٍ من جُثث الرُكَّاب في مضيق كاريماتا.
- 2020 -
  - مقتل أكثر من 25 وإصابة أكثر من 100 فرد إثر وقوع تفجيرات بمطار عدن، تزامنًا مع وصول وزراء الحكومة اليمنية الجديدة للمطار.
  - مقتل ما لا يقل عن 7 أشخاص وإصابة 10 آخرين جراء انهيار أرضي في مدينة ياردروم في النرويج.

## مواليد
- 39 - الإمبراطور تيتوس، إمبراطور روماني العاشر.
- 1427 - أحمد بن عبية المقدسي، فقيه شافعي وقاضي وشاعر مقدسي.
- 1673 - السلطان أحمد الثالث، السلطان العثماني الرابع والعشرون.
- 1819 - جون وايت جيري، سياسي أمريكي.
- 1865 - روديارد كبلينغ، أديب وشاعر بريطاني حاصل على جائزة نوبل في الأدب عام 1907.
- 1873 - آل سميث، سياسي أمريكي.
- 1884 - هيديكي توجو، رئيس وزراء اليابان.
- 1895 - حمزة هومو، كاتب وشاعر بوسني.
- 1921 - رشيد كرامي، رئيس وزراء لبنان.
- 1929 - فاطمة بديوي، شاعرة وكاتبة مسرحية سورية.
- 1930 - سلطان بن عبد العزيز آل سعود، أمير سعودي وولي عهد المملكة العربية السعودية السابق.
- 1934 - د. جون باهكال، عالم فيزياء أمريكي.
- 1935 - عمر بونجو، رئيس الغابون.
- 1937 - غوردون بانكس، حارس مرمى كرة قدم إنجليزي.
- 1946 -
  - بيرتي فوغتس، لاعب ومدرب كرة قدم ألماني.
  - باتي سميث، مغنية وكاتبة أمريكية.
- 1947 - عتاب، مغنية سعودية.
- 1957 - عفاف رشاد، ممثلة مصرية.
- 1959 - أحمد أحمد، رئيس الاتحاد الأفريقي لكرة القدم
- 1971 - ريكاردو لوبيز فيليبي، حارس مرمى كرة قدم إسباني.
- 1975 - تايغر وودز، لاعب جولف أمريكي.
- 1977 -
  - شهاب جوهر، ممثل كويتي.
  - ساشا إليتش، لاعب كرة قدم صربي.
  - ليلى محمد علي، ملاكمة أمريكية.
- 1979 -
  - خليل الرميثي، ممثل بحريني.
  - فلافيو أمادو، لاعب كرة قدم أنغولي.
- 1980 - إليزا دوشكو، ممثلة أمريكية.
- 1981 - علي الحبسي، حارس مرمى كرة قدم عُماني.
- 1984 - راندال أزوفيفا، لاعب كرة قدم كوستاريكي.
- 1986 - إيلي غولدنغ، مغنية وكاتبة أغاني إنجليزية.
- 1990 - زاك مرادي، لاعب قذف إيرلندي عراقي.
- 1995 - في، مغني كوري جنوبي.

## وفيات
- 1525 - جاكوب فوغر، مصرفي ألماني.
- 1640 - جان فرنسوا راجيس، قديس فرنسي.
- 1644 - د. فان هيلموت، عالم بلجيكي في علم النبات وطبيب.
- 1941 - إل ليسيتزكي، معماري ومصور روسي.
- 1944 - رومان رولان، كاتب فرنسي حاصل على جائزة نوبل في الأدب عام 1915.
- 1968 - تريغفي لي، سياسي نرويجي وأول أمين عام للأمم المتحدة.
- 1969 - محب الدين الخطيب، مؤلف ومحقق سوري.
- 1990 - خالد صالح الغنيم، رئيس مجلس الأمة الكويتي.
- 2006 - صدام حسين، رئيس العراق الخامس.
- 2009 -
  - عبد الرحمن وحيد، رئيس إندونيسيا الرابع.
  - عبد الأمير مطر، ممثل ومخرج ومسرحي كويتي

## أعياد ومناسبات
- ذكرى وليمة العائلة المقدسة.
- يوم ريزال في الفلبين.

## وصلات خارجية
- وكالة الأنباء القطريَّة: حدث في مثل هذا اليوم.
- النيويورك تايمز: حدث في مثل هذا اليوم.
- BBC: حدث في مثل هذا اليوم.